# Cascades Wannon
Les cascades Wannon són unes cascades situades al comptat Southern Grampians, aproximadament 19 km a l'oest de Hamilton, a l'oest de Victòria, Austràlia.
Les cascades pertanyen al riu Wannon, que neix al Parc natural dels monts Grampians.

## Localització i característiques
Les cascades apareixen de sobte després d'anar cap a l'oest per les planes suaument ondulades de lava. L'aigua cau des d'un cingle de lava de basalt cap a una gran piscina des d'uns 30 m d'altura. A la temporada humida hivernal, poden ser espectaculars i, al final de l'estació seca d'estiu, es poden reduir a un simple raig d'aigua. A sota de les cascades hi ha una vall estreta de parets escarpades, a on l'aigua passa a través de grans blocs que han caigut des dels costats. L'estreta vall es va erosionar a mesura que les cascades es van retirar aigües amunt a conseqüència de la debilitació d'un suau llit de sediments que jeu sota el basalt dur.
Al costat de les cascades hi ha una reserva lúdica amb zones de pícnic i algunes senyals d'indicació, i una gran reserva natural que té vegetació nativa i algunes àrees desordenades que han estat replantades amb vegetació nativa.